# Ponte Yangpu
Il ponte Yangpu (楊浦大橋T, 杨浦大桥S, Yángpǔ DàqiáoP), a Shanghai, Cina, è uno dei più lunghi ponti al mondo, con una lunghezza totale di 8.354 metri. La campata più lunga, di 602 m, ne fa uno dei ponti strallati più lunghi al mondo. Fu completato nel settembre 1993 e aperto al traffico nel mese di ottobre dello stesso anno. Attraversa il fiume Huangpu.

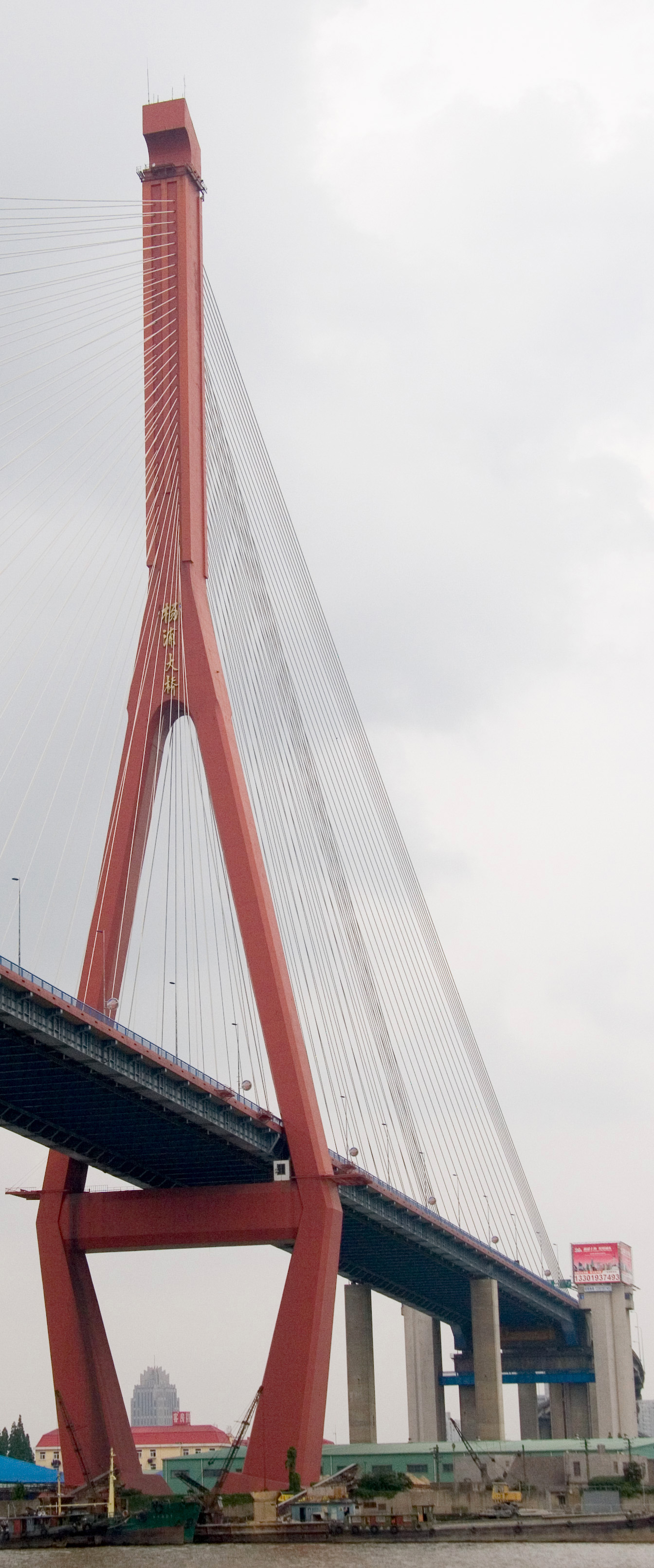
Pilone est

Il ponte non era in origine dipinto. Fu coperto di vernice rossa per il nuovo millennio. Il nome, ponte di Yangpu, (杨浦大桥) iscritto su ogni pila era in origine scritto a mano da Deng Xiaoping.

## Fonti
- Il ponte su en.structurae.de, su en.structurae.de.
- (EN) Marilyn Shea, Shanghai, Yang Pu Bridge, su hua.umf.maine.edu. URL consultato il 29 ottobre 2009 (archiviato dall'url originale il 3 aprile 2009).